# Милан Јаковљевић
Милан Мика Јаковљевић (Сремски Карловци, 11. август 1882 — Сремски Карловци, 11. јануар 1962) био је српски професор, филолог, педагог и директор Мушке гимназије у Новом Саду и Карловачке гимназије.

## Биографија

### Образовање
Потиче из занатлијске породице. Гимназију је похађао у родном месту (1891-1899). Потом одлази у Загреб, где на Филозофском факултету студира класичну и словенску филологију, немачки језик и естетику.

### Каријера
По завршеним студијама враћа се у Карловце, где је у гимназији радио као професор српског, грчког и латинског језика до 1930. године. У периоду од 1910. до 1914. обављао је дужност управитеља ђачког интерната Стефанеум. Карловачку гимназију напустио је 1930, након сукоба са тадашњим директором Велимиром Стефановићем. Затим је премештен за професора мушке гимназије у Новом Саду, и у овој образовној установи остао је до 1933. (последње године био је и директор). Од 1933. до 1940. и 1945-1946. године био је директор Карловачке гимназије.
Пошто је пензионисан радио је у Архиву САНУ (1949-1956) а затим у Историјском архиву АПВ у Сремским Карловцима (1957-1962).

### Филолог и педагог
Био је одличан познавалац старословенског језика и компаративне граматике словенских језика. Такође је владао латинским језиком и познавао је више западноевропских језика и неке словенске, нарочито руски језик. По његовом доласку у Карловачку гимназију основана је литерарна дружина „Стражилово”.
Сматрао је да професор пре свега треба да буде васпитач, и потпуно је био посвећен свом позиву. Проблемима наставе и васпитања бавио се и теоретски.
Написао је већи број чланака у којима је се бавио питањима из области психологије језика и граматике старословенског језика. Прилоге је објављивао у Извештају Српске велике гимназије карловачке, Бранковом колу, Летопису Матице српске и другим часописима.
У његовом најзначајнијем делу, Из савремене естетике, које је написао према естетици Теодора Липса, бавио се разматрањем естетике свих грана уметности. Пред крај живота преводио је новеле Иве Андрића на немачки језик.